# Андронеску, Кока
Кока Андронеску (3 июля 1932, Пэтырладжеле, Бузэу
– 5 августа 1998, Бухарест, Румыния) – румынская актриса
 театра, кино, телевидения, радио и озвучивания.

## Биография
В 1953 году окончила Театральном институте в Клуж-Напоке, где училась актёрскому мастерству. Некоторое время работала там же актрисой. Позже переехала в Бухарест, выступала в труппе столичного Национального театра.
Снималась в кино, сыграла ряд заметных ролей в художественных фильмах и на телевидении. Вместе с Октавианом Котеску организовала знаменитый дуэт, комичной молодой пары в телесериале, который транслировался по национальному телевидению в период с 1962 по 1973 год.

## Избранная фильмография
- Telegrame (1960)
- Bădăranii (1960)
- Nu vreau să mă însor (1961)
- Dragoste la Zero Grade (1964)
- Titanic Waltz (1964)
- Șeful sectorului suflete (1967)
- Comedie fantastică  (1975)
- Singurătatea florilor  (1976)
- Serenadă pentru etajul XII  (1976)
- Tufă de Veneția (1977)
- Eu, tu, și... Ovidiu (1978)
- Expresul de Buftea  (1979)
- Vacanță tragică (1979)
- Alo, aterizează străbunica!...  (1981)
- Masca de argint  (1985)
- Colierul de turcoaze (1986)
- Cuibul de viespi (1986)
- În fiecare zi mi-e dor de tine (1988)

## Награды
- Орден Труда III степени (1964) «За особые заслуги в деле строительства социализма, в связи с 20-летием освобождения Родины».
- Орден «За заслуги перед культурой»[рум.] 4-й степени (1967) «За особые заслуги в области драматического искусства»